# Woolstaston
Woolstaston is een civil parish in het Engelse graafschap Shropshire.